# ستيفن إس. غريغوري
ستيفن إس. غريغوري (بالإنجليزية: Stephen S. Gregory)‏ هو محامي أمريكي، ولد في 1849، وتوفي في 1920.